# McLintock!
McLintock! é um filme estadunidense de 1963 do gêneros Western e Comédia, dirigido por Andrew V. McLaglen. Vagamente baseado na peça de Shakespeare A megera domada. Richard Wormser escreveu a romantização do roteiro, de autoria de James Edward Grant. Produção da Batjac Productions (de propriedade de John Wayne) para a United Artists.

## Elenco
- John Wayne - George Washington McLintock
- Maureen O'Hara - Katherine McLintock
- Yvonne De Carlo - Louise Warren
- Patrick Wayne - Devlin Warren
- Stefanie Powers - Becky McLintock
- Jack Kruschen - Jake Birnbaum
- Chill Wills - Drago
- Jerry Van Dyke - Matt Douglas, Jr.
- Edgar Buchanan - Bunny Dull
- Bruce Cabot - Ben Sage
- Perry Lopez - Davey Elk
- Michael Pate - Puma
- Strother Martin - Agard
- Gordon Jones - Matt Douglas
- Robert Lowery - Gov. Cuthbert H. Humphrey
- Leo Gordon - Jones

## Sinopse

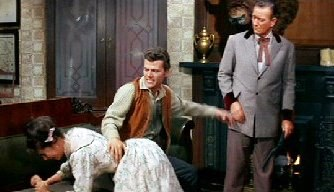
Patrick Wayne numa das cenas de espancamento feminino

É contado alguns dias da vida atribulada do poderoso barão do gado George Washington McLintock, dono de metade da cidade de McLintock e de todo o gado e terras da região. Sua esposa saíra do rancho há dois anos por suspeita de adultério dele e agora volta pedindo a assinatura do divórcio, no momento em que a filha também retorna para a casa, depois de ter estudado em faculdade de Nova Iorque. McLintock e a esposa ainda se gostam, mas não admitem. Além da família, o rancheiro ainda ajuda dois imigrantes, mãe e filho, dando-lhes empregos, e remanescentes de índios Comanches, antigos inimigos mas que agora se respeitam mutuamente. Os problemas e as confusões irão ser resolvidas no feriado de 4 de julho, comemorado por toda a cidade.